# 約翰·菲利普·蘇沙
約翰·菲利普·蘇薩（英語：John Philip Sousa，1854年11月6日—1932年3月6日）是浪漫主義時代後期的一位美國作曲家及指揮家，主要的作品是美國軍旅及愛國進行曲，他亦因此而享負盛名。在大約1890年，有英國雜誌把精於創作進行曲的蘇薩稱為「進行曲之王」，蘇薩的音樂出版商亦採用這個綽號推廣他的音樂，自此「進行曲之王」就變得家傳戶曉。蘇薩最著名的進行曲包括《自由之鐘進行曲》、《雷神進行曲》、《華盛頓郵報進行曲》、《忠誠進行曲》（美國海軍陸戰隊進行曲）及《星條旗永不落》（美國國家進行曲）。
蘇薩的父親有葡萄牙及西班牙血統，母親是德國巴伐利亞人。起初，蘇薩在小提琴家約翰·埃斯普塔及音樂家喬治·費利克斯·本克特的指導下學習彈奏小提琴、音樂理論及作曲。他在1868年以學徒的身份進入美國海軍陸戰隊軍樂團，在1875年離開軍樂團後學習音樂指揮，後來作為指揮家重新加入軍樂團，一直在那裡待了十二年。蘇薩又自組了一支樂隊，曾經在1892年到1931年到歐洲、澳大利亞及美国演出，共计15，623场，包括在巴黎举办的1900年世界博览会，当时他们的乐队随着另外7个乐队列队行进，穿过了凯旋门。他發明了蘇薩號，這是一種類似低音號的大型銅管樂器。在第一次世界大戰爆發的時候，蘇薩作為中尉在伊利諾伊州指揮海軍預備隊軍樂團，在1920年代擢升為上尉。他在退役後回到自己的樂隊，直至1932年逝世。

## 主要作品
蘇莎一生寫了137首進行曲、15部輕歌劇、5首序曲、11部組曲、24首舞曲、28首幻想曲。其中主要知名作品如下：
- 角斗士进行曲（英语：The Gladiator March）（1886年）
- 忠诚进行曲（英语：Semper Fidelis (march)）（1888年）
- 华盛顿邮报进行曲（英语：The Washington Post (march)）（1889年）
- 雷神進行曲（英语：The Thunderer）（1889年）
- 自由之钟进行曲（英语：The Liberty Bell (march)）（1893年）
- 曼哈顿海滩进行曲（英语：Manhattan Beach (march)）（1893年）
- 棉花王进行曲（英语：King Cotton (march)）（1895年）
- 永遠的星條旗（1896年）
- 越过海洋的握手（1899年）
- 美中之美进行曲（英语：The Fairest of the Fair）（1908年）
- 美國野戰炮兵進行曲（1917年）
- 英勇的第十七号（英语：The Gallant Seventh）（1922年）

## 外部連結
- 約翰·菲利普·蘇沙的免费乐谱，由国际乐谱典藏计划提供
- John Philip Sousa
- 【音乐家长廊】苏萨、美国精神与军队进行曲 （页面存档备份，存于）